# Turbulence (Musiker)

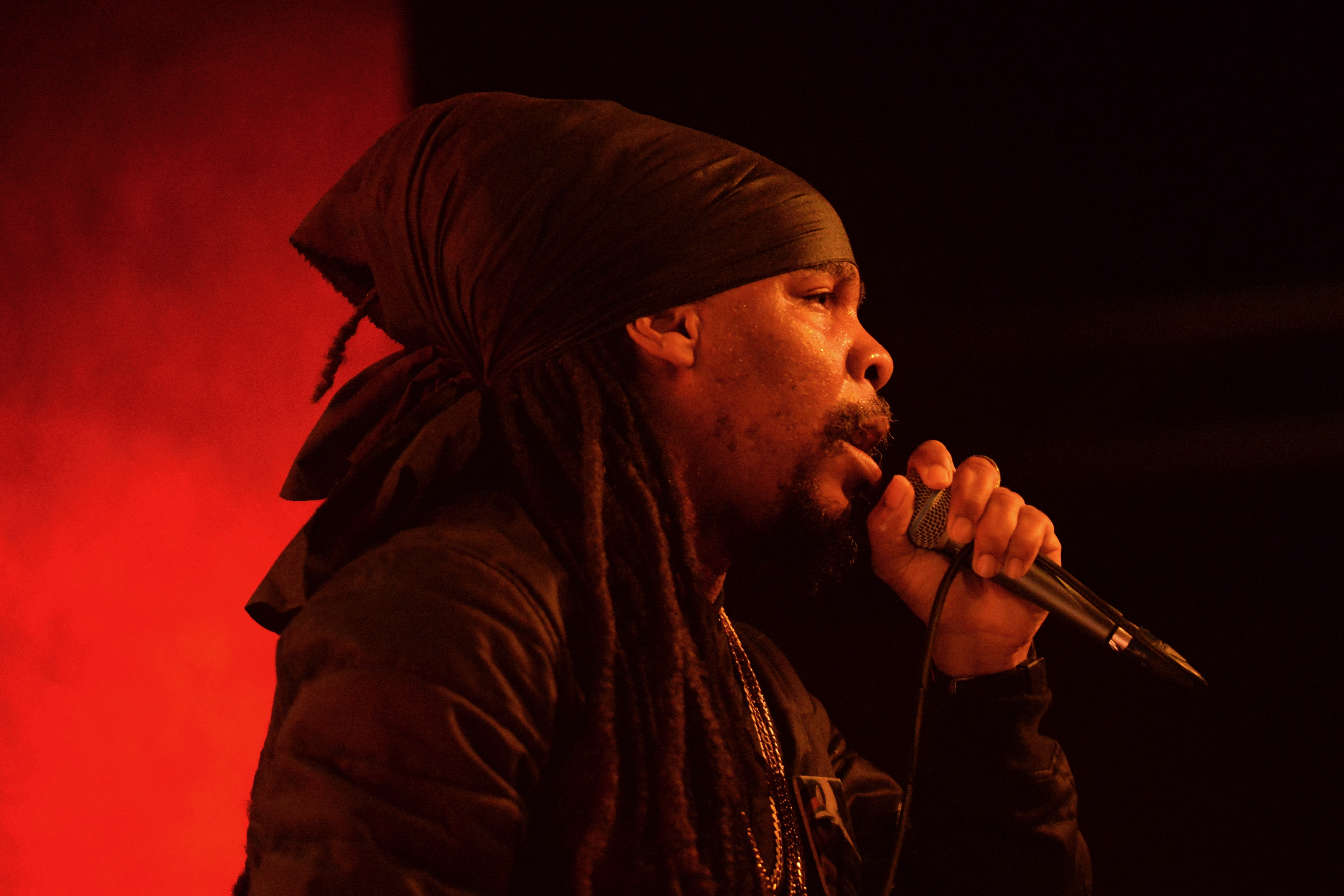
Turbulence, 2019

Turbulence (eigentlich: Sheldon Campbell; * 11. Januar 1980 in Kingston (Jamaika)) ist ein jamaikanischer Dancehall-Deejay.

## Karriere
Turbulence wurde von Philip „Fattis“ Burrell entdeckt, dem Besitzer des Xterminator Labels und seinerzeit Manager von Sizzla Kalonji. Seine erste Plattenaufnahme, Think of Peace, machte Turbulence 1999 mit Burrell als Produzent. Er war anfangs aufgrund der Ähnlichkeit ihrer Stimmen als Sizzla-Nachahmer verschrien. Turbulence fand dann aber rasch seinen eigenen Stil. Er begleitete sein Vorbild Sizzla als opening act auf dessen Real Thing Tour, sammelte Erfahrungen und begann, sich Reputation beim Publikum zu erwerben. Auf dem Sting-Festival 2005 trat er vor großem Publikum auf. Der Rasta Turbulence setzt sich in seinen Songs unter anderem gegen rassistische Diskriminierung ein, wie auch für den Glauben an Rastafari und – angelehnt an Marcus Garvey – für Repatriation, also die Rückkehr nach Afrika.

## Diskographie
- Rising (2001, VP/Universal)
- Different Thing (2003, Minor 7 Flat 5)
- The Truth (2003, Ras)
- The Future (2003, Charm)
- Join Us (2003, Bogalusa)
- Hail to the King (2003, VP Records)
- Words of Wisdom (2004, Love Injection)
- Triumphantly (2005, Kingston Records)
- Songs of Solomon (2005, VP Records)
- I Believe (2005, M Records)
- Born for This (2006, Charm)
- Notorious (2006, VP Records)
- The Perfect Balance (2006, Redd Army)
- Do Good (2007, Minor 7 Flat 5)
- Stronger Than Before (2007, Cousins)
- United (2007, Kingston Records)